# جین موریاد
جین موریاد (انگلیسی: Jean Moorhead؛ زادهٔ c. ۱۹۳۶) یک هنرپیشه اهل ایالات متحده آمریکا است.